# Johann Sebastian Bach: Evangélikus Misék
Az evangélikus misék (németül: Lutherische Messen) vagy kis misék (F-Dúr, A-Dúr, g-moll és G-Dúr missa brevis, BWV 233-236 ill. F-dúr Kyrie, BWV 233a; keletkezésük mind 1735-re tehető), ellentétben Johann Sebastian Bach h-moll miséjével, a liturgikus tételek közül csak Kyriét és Gloriát tartalmaznak. Ezen felül még rövidebbek is, csak hét tételre vannak felosztva, a h-moll mise idevágó részének 12 tétele helyett.
Ezen művek jórészt régebbi kantátatételek paródiáiból állnak.

## Művek

### F-dúr mise (BWV 233)
- Kyrie
  - Kórus: Kürt I-II all' unisono, oboa I-II all' unisono, fagott, hegedű I (szoprán), hegedű II (alt), brácsa (tenor), continuo
- Gloria
  - Kórus: Kürt I-II, oboa I-II, hegedű I-II, brácsa, continuo
  - Ária (basszus): hegedű I-II, brácsa, continuo
  - Ária (szoprán): szóló oboa, continuo BWV 102
  - Ária (alt): szóló hegedű, continuo BWV 102
  - Kórus: kürt I-II, oboa I-II, hegedű I-II, brácsa, continuo BWV 40

### F-dúr Kyrie (BWV 233a)
- Összesen 3 db kórustételből áll, a kíséretet basso continuo biztosítja

### A-dúr mise (BWV 234 )
- Kyrie
  - Kórus: flauto traverso I-II, hegedű I-II, brácsa, continuo
- Gloria
  - Kórus: flauto traverso I-II, hegedű I-II, brácsa, continuo BWV 67
  - Ária (basszus): hegedű szóló, continuo
  - Ária (szoprán): flauto traverso I-II, hegedűk és brácsa all' unisono BWV 179
  - Ária (alt): hegedűk és brácsa all' unisono, continuo BWV 79
  - Kórus: flauto traverso I-II, hegedű I-II, brácsa, continuo BWV 136

### g-moll mise (BWV 235)
- Kyrie
  - Kórus: oboa I-II, hegedű I-II, brácsa, continuo BWV 102
- Gloria
  - Kórus: oboa I-II, hegedű I-II, brácsa, continuo BWV 72
  - Ária (basszus): hegedű I-II all' unisono, continuo BWV 187
  - Ária (alt): hegedű I-II, brácsa, continuo BWV 187
  - Ária (tenor): oboa, continuo BWV 187
  - Kórus: oboa I-II, hegedű I-II, brácsa, continuo BWV 187

### G-dúr mise (BWV 236)
- Kyrie
  - Kórus: oboa I és hegedű I (szoprán), oboa II és hegedű II (alt), brácsa (tenor), continuo BWV 179
- Gloria
  - Kórus: oboa I-II, hegedű I-II, brácsa, continuo BWV 79
  - Ária (basszus): hegedű I-II, brácsa, continuo BWV 138
  - Ária (Duetto) (szoprán & alt): hegedű I-II all' unisono, continuo BWV 79
  - Ária (tenor): oboa szóló, continuo BWV 179
  - Kórus: oboa I-II, hegedű I-II, brácsa, continuo BWV 17

## Külső hivatkozások
- A szövegek: , , , ,
- Hangzó anyag a ClassicCat.com-on